# لوله‌ایان
لوله‌ایان (نام علمی: Eriocaulaceae)،  تیره‌ای از گیاهان گل‌دار تک‌لپه از راسته گندم‌سانان هستند که معمولاً به‌عنوان خانواده لوله‌ای شناخته می‌شوند. این خانواده بزرگ است و حدود ۱۲۰۷ گونه شناخته شده در هفت جنس توصیف شده است. آنها به‌طور گسترده توزیع می‌شوند، با مراکز تنوع برای گروه در مناطق مدارگان، به‌ویژه قاره آمریکا. تعداد بسیار کمی از گونه‌ها به مناطق معتدل گسترش می‌یابند، تنها ۱۶ گونه در ایالات متحده، بیشتر در ایالت‌های جنوبی از کالیفرنیا تا فلوریدا، تنها دو گونه در کانادا و تنها یک گونه لوله‌ای آبزی (Eriocaulon aquaticum) در اروپا. آنها تمایل دارند با خاک‌های مرطوب مرتبط باشند که بسیاری از آنها در آب‌های کم‌عمق رشد می‌کنند. این نیز از بخش جنوبی هند و مناطق گرم گات‌غربی گزارش شده است. این گونه‌ها عمدتاً گیاهان چندساله علفی هستند، اگرچه برخی گیاهان یک‌ساله هستند. آنها شبیه گیاهانی هستند که در خانواده های جگنیان و سازوئیان هستند و مانند آنها دارای گل‌های نسبتاً کوچک و گرده‌افشانی باد هستند که در گل‌آذین کپیتولوم مانند در کنار هم قرار گرفته‌اند.

## سرده‌ها
- Actinocephalus
- Comanthera
- Eriocaulon - pipewort
- Lachnocaulon - bogbutton
- Leiothrix
- Mesanthemum
- Paepalanthus
- Rondonanthus
- Syngonanthus
- Tonina